# 杜毓澤
杜毓澤（1897年—1990年），字濟民，河南省博愛縣人，著名武術家，台灣陳氏太極拳的主要傳播者之一，也是陳氏太極拳在台傳承中輩份最大的一位。

## 生平
其父杜嚴（字友梅）是清光緒朝的進士，曾任翰林院學士，在地方名望很高。在杜毓澤18歲時，他邀請陳長興之孫、陳耕耘之子，陳延熙至家中擔任護院保鏢。陳延熙曾在袁世凱處教授六年武術，杜嚴命杜毓澤執弟子禮，向陳延熙拜師，學習陳太老架。
後杜嚴調任至廣東，陳延熙因年事已高，辭謝不願同行，推薦其姪子陳名標擔任杜嚴的保鏢，隨其赴任。杜毓澤於是跟隨陳名標繼續練拳，學得了新架（也就是現在所習稱的忽雷架）與炮捶。
杜毓澤後來進入上海同濟大學機械唸書，畢業後至德國克魯勃兵工廠實習，先後任職于國軍兵工署和兵工廠，隨國民黨政府撤退，來到台灣，由軍政部兵工署上校技正，總庫長一路升至四四兵工廠副廠長，因對於國軍兵器製造造的貢獻，曾獲頒勝利及忠勤勳章。退休後，開始授拳教徒。

## 拳術風格
杜毓澤教拳，分成三個層級，由老架（稱頭套），新架（忽雷架，也稱二套小架）而至炮捶三個階段。他所傳的老架，源出陳延熙，拳架古樸端正，與目前盛傳的套路不同。新架是由李景炎、陳名標所傳的趙堡忽雷架，拳架行雲流水大開大合，與陳應德、王晉讓一系的忽靈架（太極拳小架）不同，也與陳照奎所傳的新架不同。炮捶則是融合陳延熙與陳名標所傳，別出一格。這都是很特殊的。對於台灣陳氏太極的傳承與推展有著極大的影響力。

## 弟子
- 王嘉祥(歿)( 再傳弟子: 黃翔, 蔡穎堅, 何宏財, 張健祥, 張朝晉, 吳麒紳(麻豆), 楊世昌, 林忠石 （页面存档备份，存于）, 周明法, 柯偉恭, 李春生 )
- 凃宗仁
- 李後成(歿)
- 曹德鄰

## 外部連結
- 杜傳陳氏太極拳<屏東〉(FB)
- 杜公毓澤陳氏太極拳研究會 <台北> (FB)
- 杜師體系吳麒紳(麻豆)
- 杜毓澤宗師紀念會部落格 <高雄> （页面存档备份，存于）

## 參看
- 拳術發展歷史
- 武術
- 陳氏太極拳
- 太極拳
- 太極
- 杜公毓澤宗師台灣首傳陳式太極拳之四大特點